# Одиниця об'єму

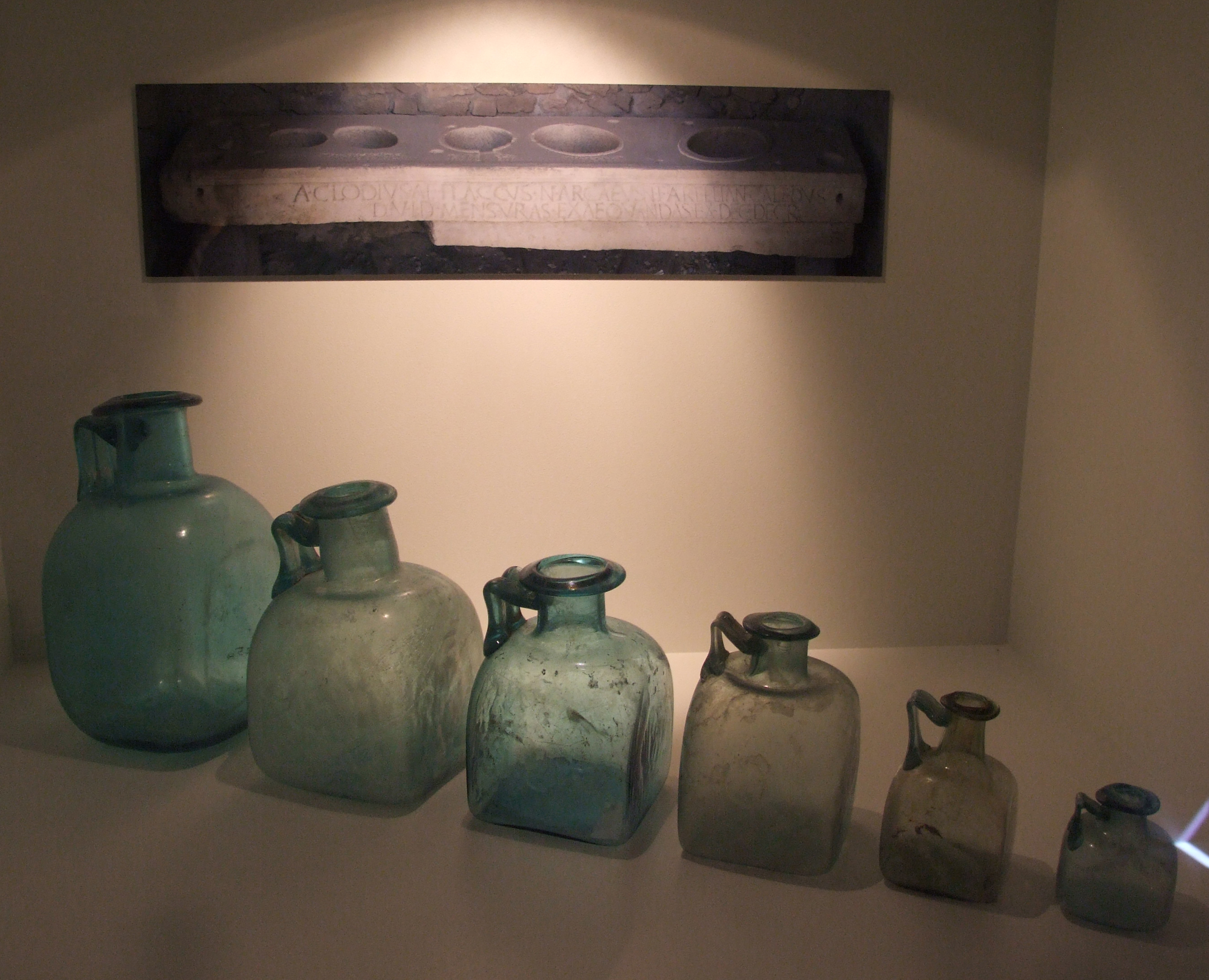
6 об'ємних мір з муніципальної установи з контролю ваг та мір у Помпеї (79 р. н. е.)

Одини́ця об'є́му (англ. unit of volume) — це одиниця вимірювання об'єму чи місткості, міра об'єкта або простору у трьох вимірах. Одиниці об'єму можуть використовуватися для визначення обсягу рідини або сипучих продуктів, наприклад, води, рису, цукру, зерна чи борошна.

## Одиниці
За міжнародною системою одиниць SI сновною одиницею для вимірювання довжини є метр, а одиницею об'єму буде кубічний метр (позначення: м3, міжнародне: m3), що належить до похідних одиниць SI. Отже, в одиницях SI:
1 м3 = 1 м • 1 м • 1 м.
Позасистемною одиницею об'єму, визнаною Міжнародним комітетом мір та ваг, СІРМ (фр. Comite International des Poids et Mesures) є літр (позначення: л, міжнародне: l або L), що застосовуються спільно з одиницями SI:
1 л = 1 дм3 = 10−3 м3.

## Порівняння між одиницями об'єму у різних системах одиниць
| Одиниця вимірювання     | кубічний метр       | літр            | Довідковий розмір                      | Використання                             |
| ----------------------- | ------------------- | --------------- | -------------------------------------- | ---------------------------------------- |
| 1 кубічний метр ㎥      | = 1                 | = 1000          |                                        | основна одиниця SI                       |
| 1 барель                | = 0,158 987 294 928 | = 158,987294928 | = 42 галони США = 9 702 кубічних дюйми | для вимірювання об'ємів мінеральних олив |
| 1 кубічний фут          | = 0,028 316 846 592 | = 28,316864592  | = 1 728 куб. дюйми                     |                                          |
| 1 кубічний дециметр ㍹  | = 0,001             | = 1             |                                        |                                          |
| 1 літр ℓ                | = 0,001             | = 1             |                                        |                                          |
| 1 галон США ㏿          | = 0,003 785 411 784 | = 3,785411784   | = 8 пінт США = 231 кубічний дюйм       |                                          |
| 1 пінта США             | = 0,000 473 176 473 | = 0,473176473   |                                        |                                          |
| 1 кубічний дюйм         | = 0,000 016 387 064 | = 0,016387064   |                                        |                                          |
| 1 кубічний сантиметр ㎤ | = 0,000 001         | = 0,0010000     |                                        |                                          |

## Давньоруські одиниці об'єму
1. Насипні міри об'єму
- Лашт у Польщі = 60 кордів, див. прим. 301.[3]
- Корець = 36 гарнців[3]
- Гарнець = 4 кварти = 16 кватирок = 3,7681 л[3]
- Белець — місцева міра об'єму та місткості[4]. У джерелах зафіксовано її застосування на Волині в 16 столітті[5]
- Мірка солодова — одиниця виміру солоду зерна, пророщеного для виробництва вару пива або горілки. Прирівнювалася до трьох солянок[6].

2. Наливні міри об'єму
- Бочка = від 36—122 гарнців[7][8]
  - Бочка велика, наприклад віденська = 4 чверті = 8 осьмин = 72 великих (цехових) гарнців = 144 малих (шинкових) гарнців = 407 л
  - Бочка руська = 2 півбочки = 6 поков = 24 ручки (чверті) = 232 л
- Барило = 18—28 гарнців
- Куфа = 2 бочки[8]
- Солянка = малій бочці, тобто 20—25 гарнцям[9]
- Наливний гарнець у Львові = 3,84 л.[7]